# 33.º distrito congresional de Texas
El 33.º distrito congresional es un distrito congresional que elige a un Representante para la Cámara de Representantes de los Estados Unidos por el estado de Texas.  Actualmente el distrito está representado por el Demócrata Marc Veasey. El distrito fue creado a partir del censo de los Estados Unidos de 2010 y empezó a funcionar en el 113.º Congreso.

## Geografía
El 33.º distrito congresional se encuentra ubicado en las coordenadas 32°46′N 96°47′O / 32.77, -96.78. El distrito abarca el condado de Dallas y el condado de Tarrant.